# Perry Lind
Landon Perry Lind (* 1936 in Vallejo (Kalifornien); † 22. November 2022 in Ridgefield (Connecticut)) war ein US-amerikanischer Jazzmusiker (Kontrabass).

## Leben und Wirken
Lind, dessen Musikerkarriere über 70 Jahre andauerte, spielte Anfang der 1960er-Jahre im Benny Barth Trio, mit dem er den Sänger Mel Tormé begleitete. Mit Tormé und Barths Trio trat er auch 1964 bei Ralph Gleasons Fernsehserie Jazz Casual auf. Weiterhin spielte er mit Elvin Jones, Nancy Wilson, Dakota Staton,  Lee Konitz, dem Tommy Dorsey Orchestra (Ghost Band) und zahlreichen lokalen Musikern. Zu hören ist er u. a. auf Alben der Sänger Patty Waters und Marty Bear (Road to Home, 1986, u. a. mit Sonny Costanzo).

## Diskographische Hinweise
- Mel Torme with Benny Barth Trio (Stash) mit Gary Long
- Patty Waters: College Tour (ESP-Disk, 1966), mit Giuseppi Logan, Dave Burrell, C. Scoby Stroman
- The Greg Packham Group featuring Elvin Jones: Into the Frying Pan (1995), mit Bob Griffin, Dave Hromjak, Martha Lind, Carlos Izquierdo